# 横浜ヨット
横浜ヨット株式会社（よこはまヨット）は、神奈川県横浜市鶴見区にあった造船会社。

## 概要
大正時代に株式会社横浜ヨット工作所として設立され、各種ヨットおよびレース艇を建造した。その後、株式会社横浜ヨット製作所を経て横浜ヨット株式会社となり、帝国海軍・帝国陸軍の各種舟艇の建造にも進出、第二次世界大戦中は海軍省の指定工場となり、日本初の実用高速魚雷艇である第一号型魚雷艇を初めとして、多数の高速艇を建造した。1942年には工場疎開のため、銚子市の千葉県立銚子商業高等学校に銚子工場を設立、末期には特攻兵器である震洋、陸軍の四式肉薄攻撃艇を建造した。 
戦後は、高速艇の優れた建造技術を有する造船所として防衛庁の木造掃海艇、海上保安庁の巡視艇のほか、遊覧船、漁船などを建造した。その後、日本鋼管傘下となり、鋼船、FRP船、軽合金船と建造分野を拡大したが、日本鋼管と日立造船の造船事業の統合によるユニバーサル造船の発足で、日本鋼管グループの鶴見地区の造船部門関連事業が再編されることとなり、日本鋼管を存続会社とする吸収合併により、2002年10月1日付けで解散した。敷地は現在ジャパン マリンユナイテッド横浜製作所鶴見工場となっている。

### 沿革
- 1922年5月 - 株式会社横浜ヨット工作所として設立。
- 1959年8月 - 日本鋼管子会社となる。鋼船建造に進出。
- 1987年10月17日 - 横浜ヨット小型旅客船爆破事件発生。建造中の関西国際空港株式会社向け交通船「おおぞら」が中核派により爆破される。
- 2002年10月1日 - 日本鋼管が造船部門をユニバーサル造船に統合した際に吸収合併され解散[1]。

## 主な建造船

### 大日本帝国海軍
- T-0型魚雷艇
- 甲型魚雷艇
- 18m型魚雷追躡艇
- 第一号型魚雷艇
- 震洋

### 大日本帝国陸軍
- カロ艇
- 四式肉薄攻撃艇

### 海上自衛隊
- 水中処分母船1号型
- 運貨船9号型
- 曳船58号型

### 海上保安庁
- ちよかぜ型巡視艇
- やかぜ型巡視艇
- はるかぜ型巡視艇
- あかぎ型巡視船 (2代)
- はつなみ型巡視艇
- あそぎり型巡視艇
- そよかぜ型巡視艇
- はましお型測量船 (2代)

### 消防船
- 横浜市消防局 - 「まもり」「よこはま（2代）」
- 川崎市消防局 - 「第5川崎丸」「第6川崎丸」

### 旅客船
- 羽幌沿海フェリー - 「さんらいなぁ」
- 釜石市 - 「はまゆり」
- 塩竈市営汽船 - 「みしお」
- 箱根観光船 - 「金時丸」「九頭竜」「富士見丸」「足柄丸」「早雲丸」「たいかん丸」
- 伊豆箱根鉄道（芦ノ湖遊覧船） - 「はこね丸」「あしのこ丸」「十国丸」
- ぬのはん船舶事業部（諏訪湖遊覧船） - 「はくちょう丸」
- 船橋ヘルスセンター（遊覧船）- 「がりばあ号」
- 関電アメニックス　（黒部湖遊覧船）-  「ガルべ」

### その他
- 南極観測隊2t積み木製そり[2]

## ギャラリー

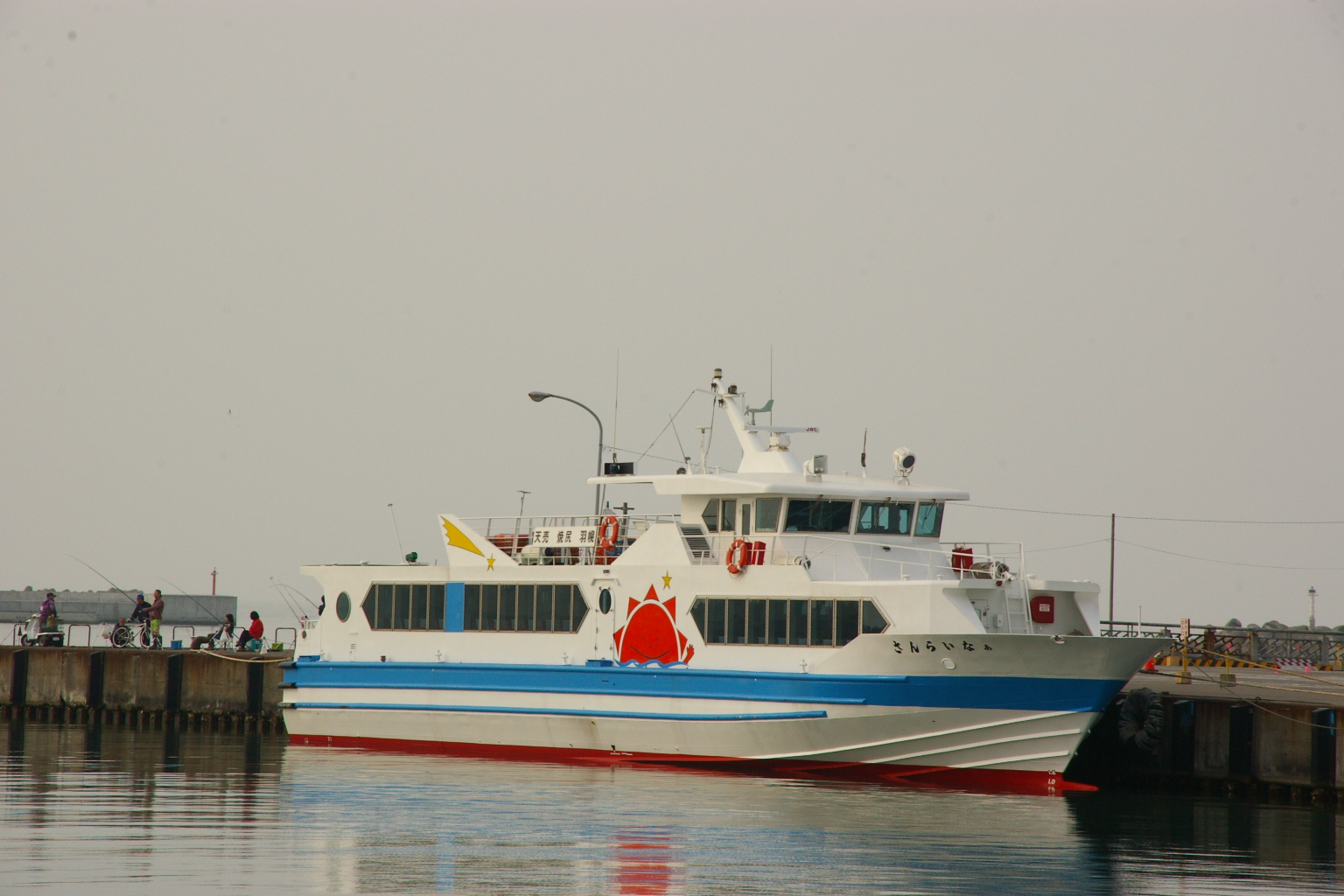
羽幌沿海フェリー「さんらいなぁ」
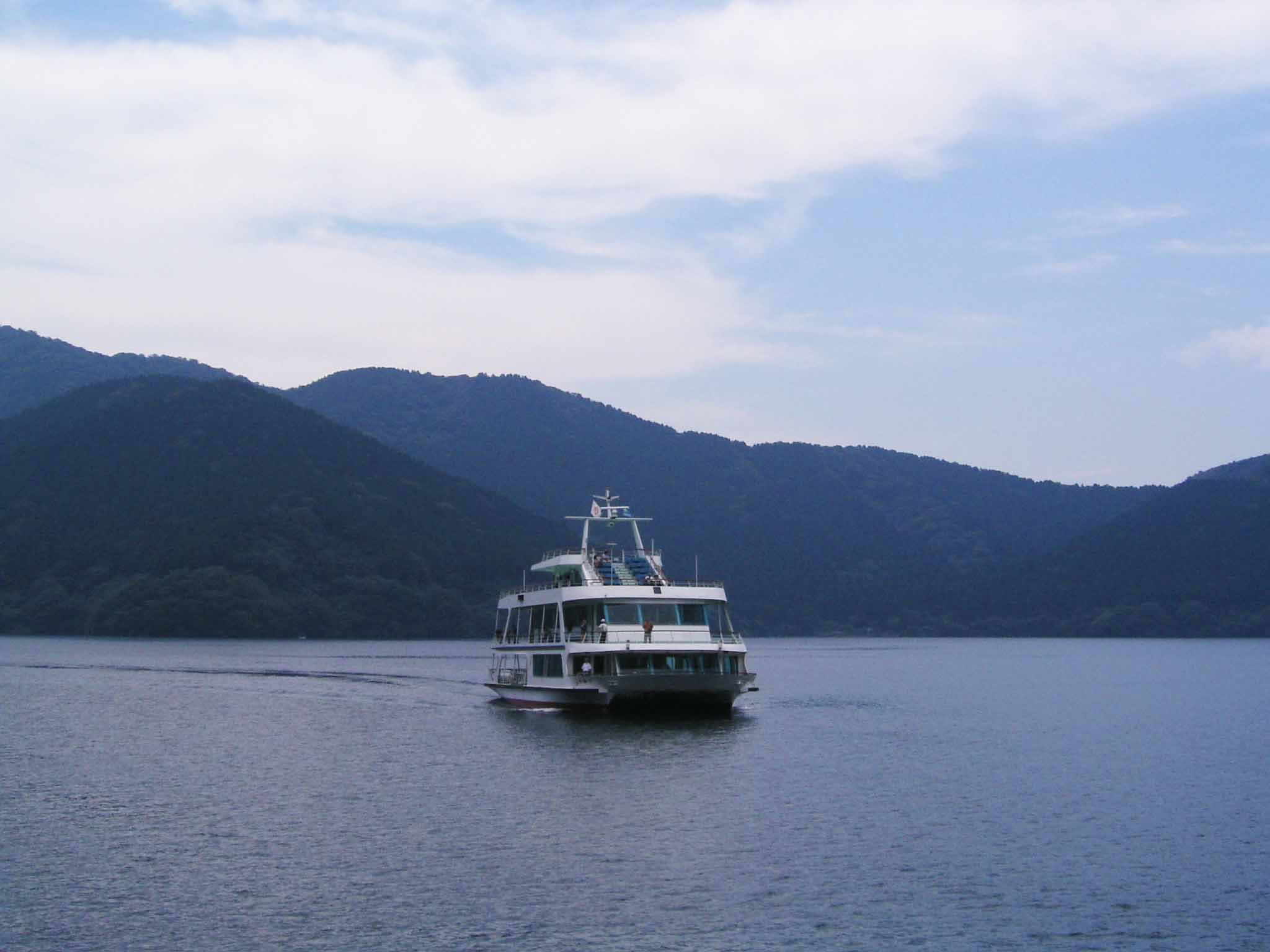
芦ノ湖遊覧船「十国丸」
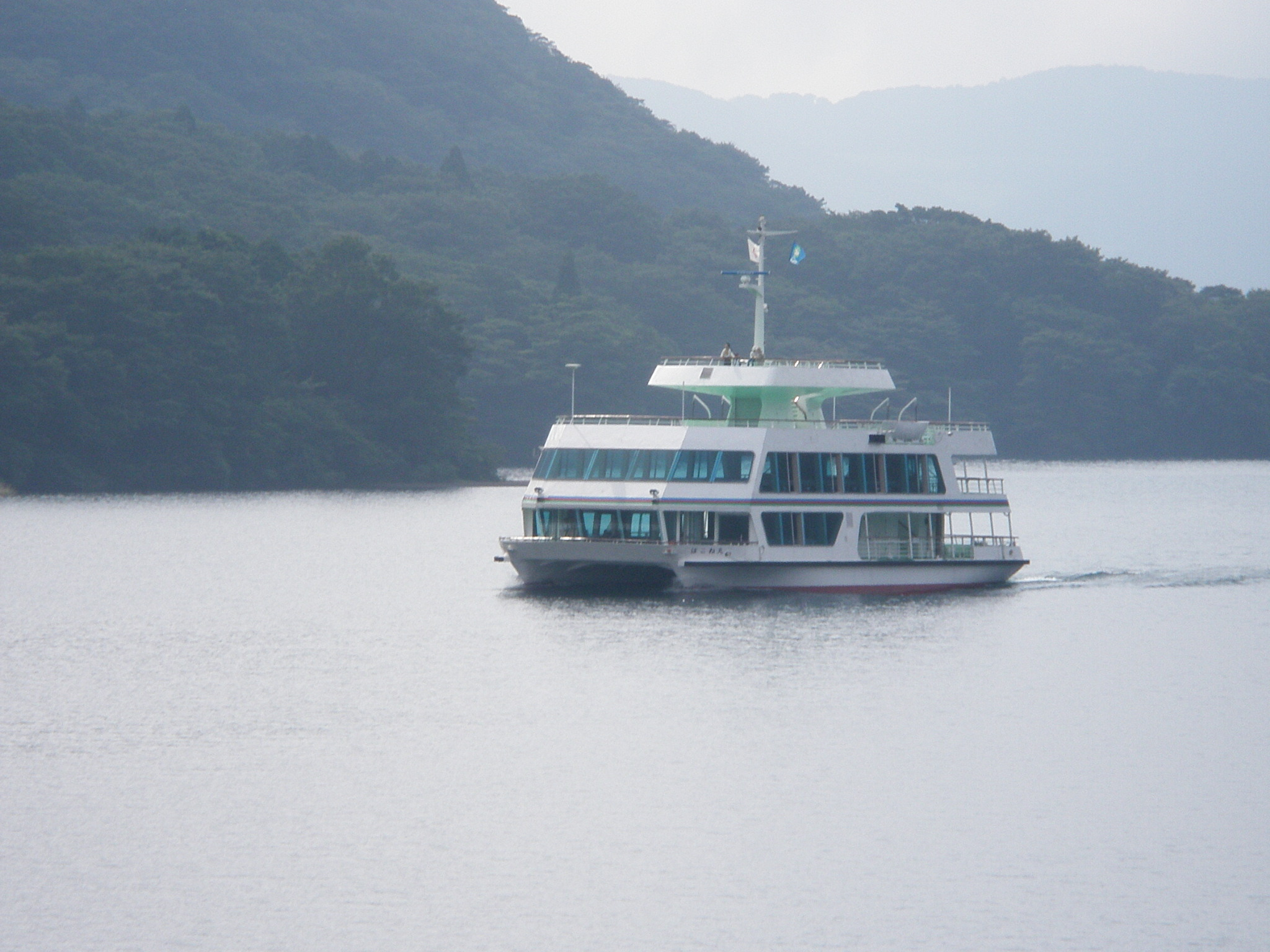
芦ノ湖遊覧船「はこね丸」
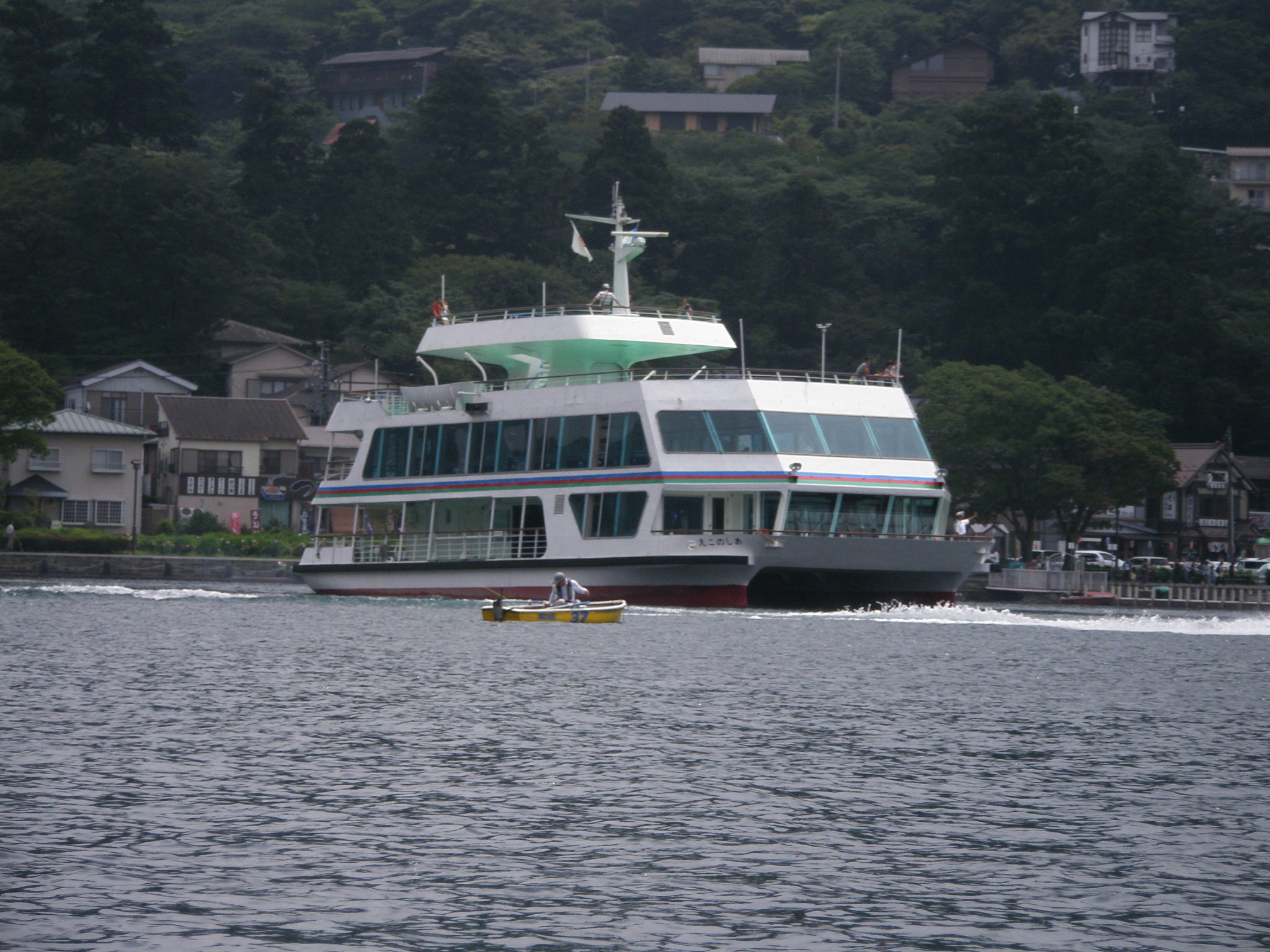
芦ノ湖遊覧船「あしのこ丸」
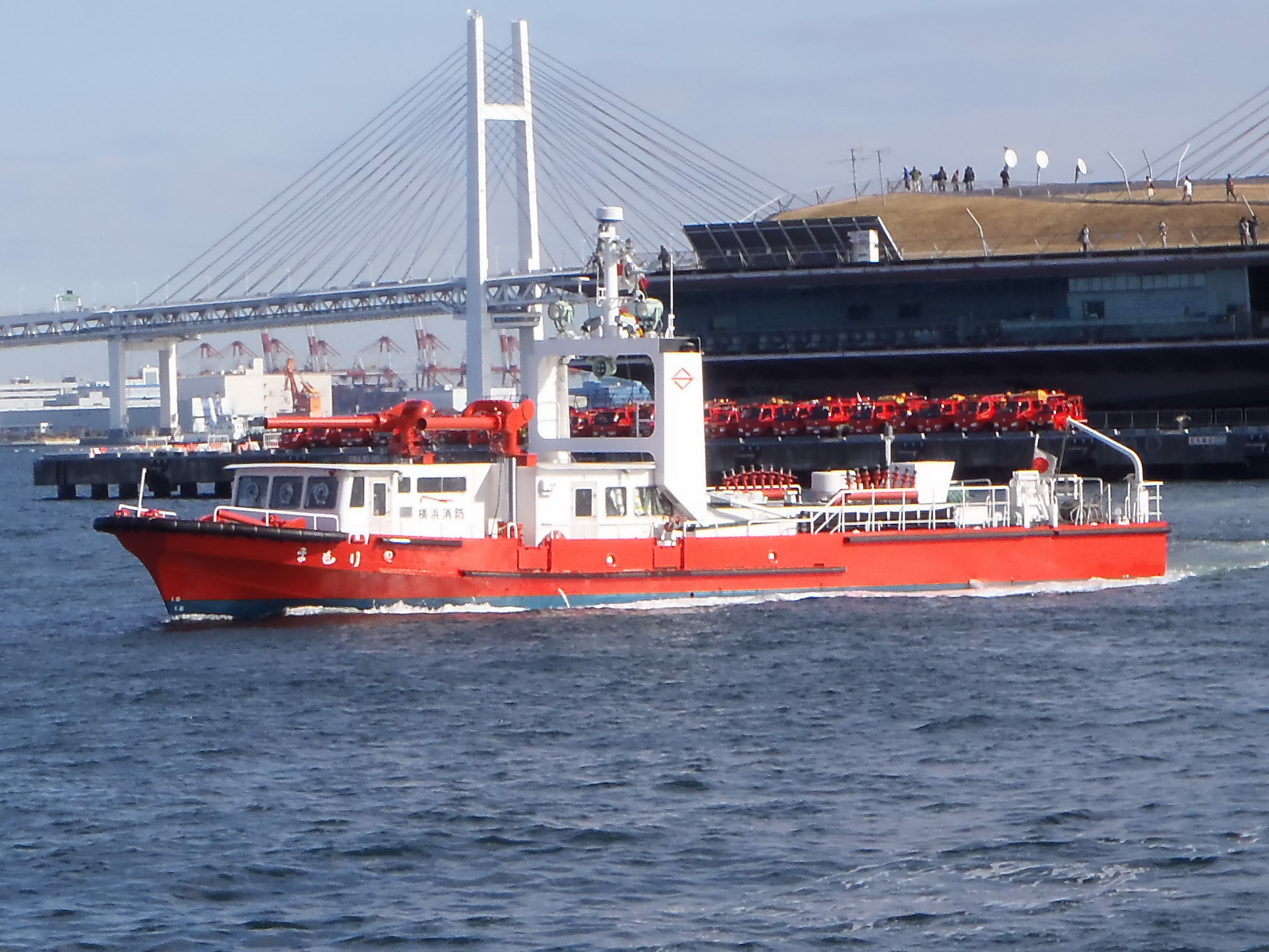
横浜市消防局「まもり」
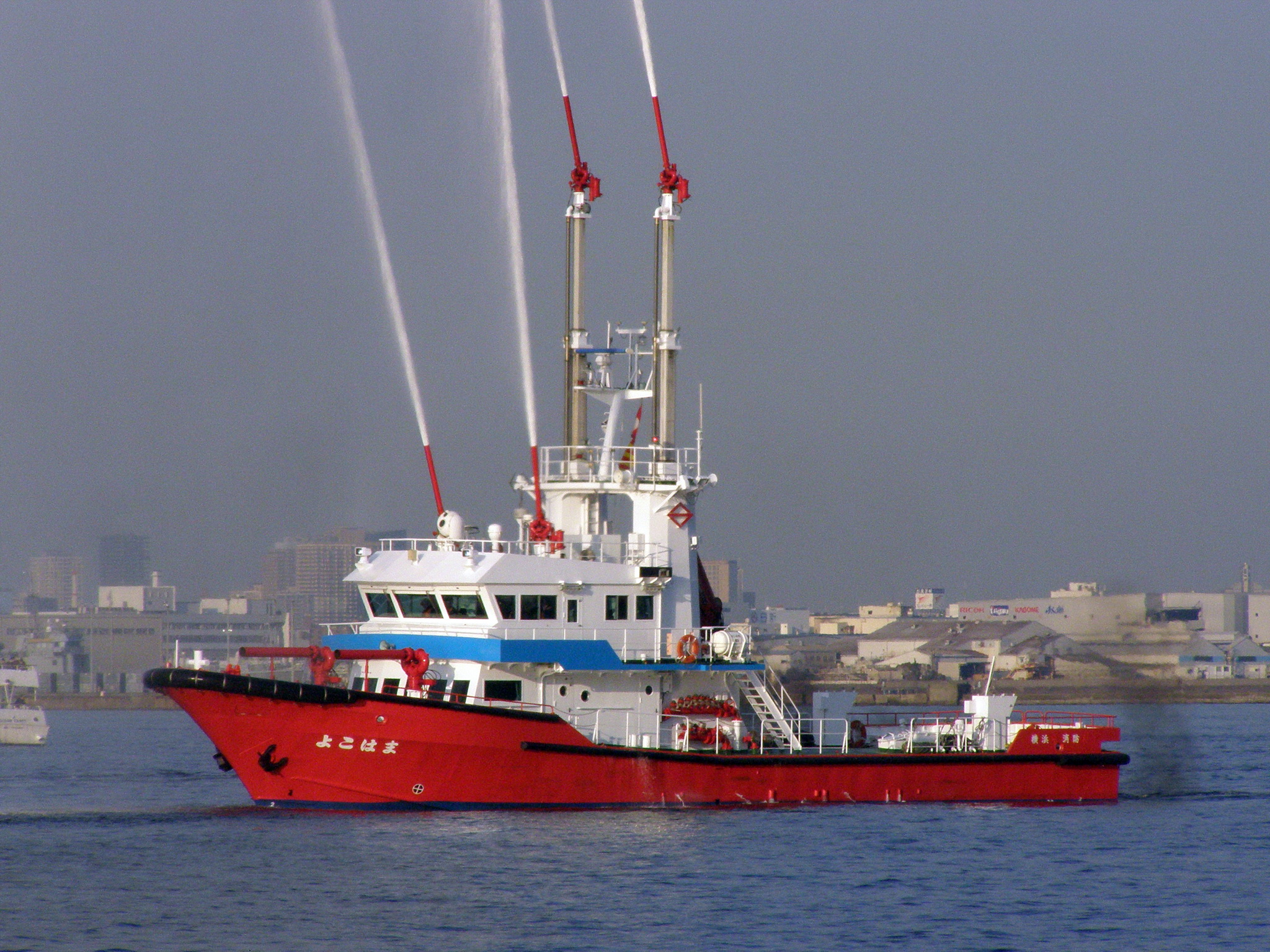
横浜市消防局「よこはま (2代)」
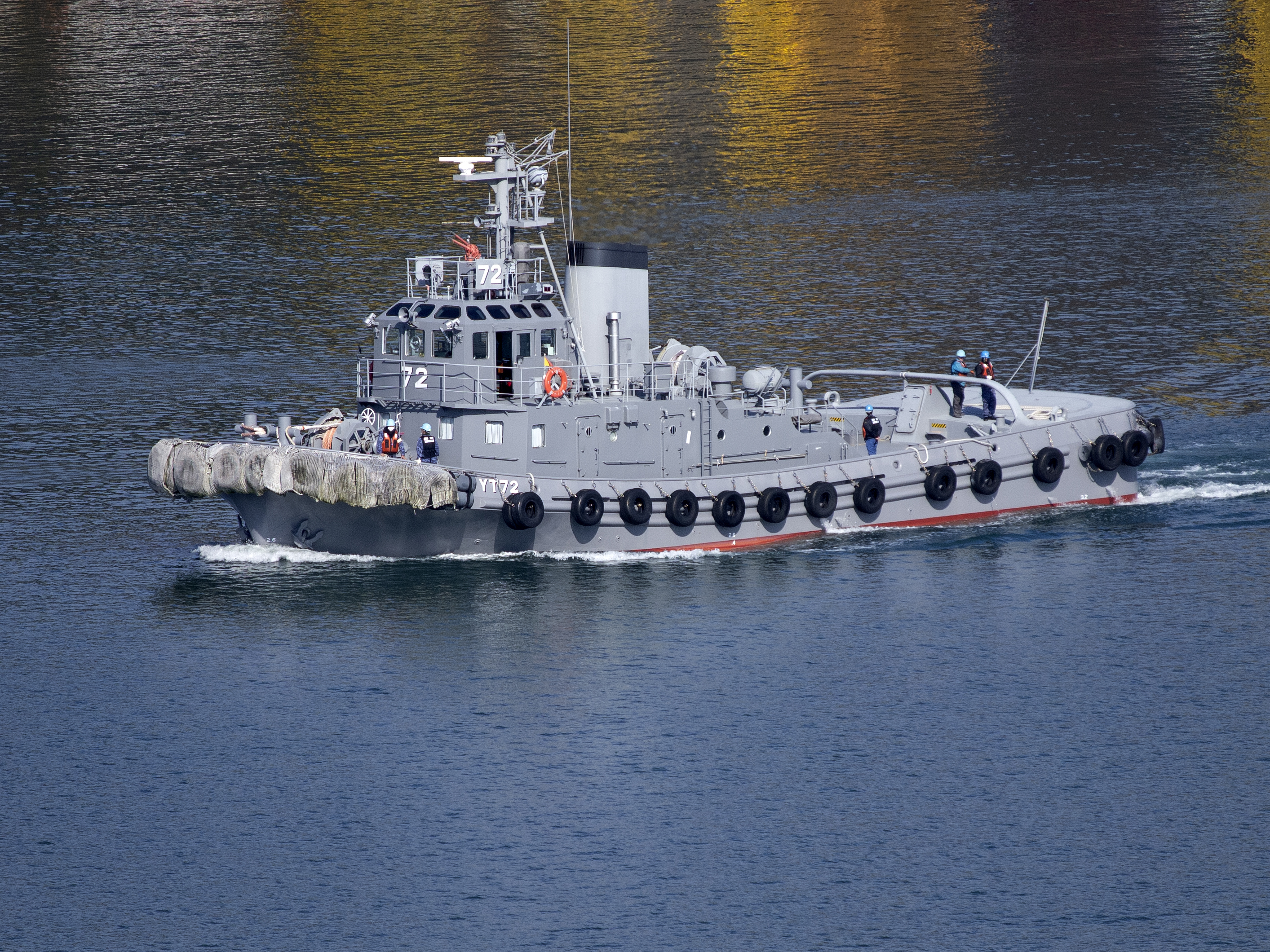
海上自衛隊「曳船72号」